# The Lad and the Lion
The Lad and the Lion è un film muto del 1917 diretto da Alfred E. Green. Prodotto dalla Selig Polyscope Company, aveva come interpreti Vivian Reed, Will Machin, Charles Le Moyne, Al W. Filson, Frank Clark, Cecil Holland, Lafayette McKee.
Si basa sul romanzo The Lad and The Lion di Edgar Rice Burroughs pubblicato a puntate dal 30 giugno al 14 luglio 1917 su All-Story Weekly.

## Trama
Persa la memoria dopo un naufragio, William Bankinton riesce a salvarsi salendo su una nave senza equipaggio su cui trova solo un leone e un clandestino di nome Broot che si suicida. Rimasto solo con il leone, William arriva con la nave alla deriva sulle coste africane. Sbarcato, vive in solitudine per molti mesi. Un giorno salva una ragazza che si trova in pericolo: è Nakhia, la figlia di un capo beduino. I due giovani si innamorano ma Ben Saada, un capo bandito, cerca di rapire la ragazza che vuole per lui. Ancora una volta, Bankington e il leone intervengono, salvandola. Mentre sta lottando, William cade e batte la testa, recuperando così la memoria. Il giovane, allora, chiede a Nakhia di sposarlo e di partire con lui per l'America.

## Produzione
Il film fu prodotto dalla Selig Polyscope Company.

## Distribuzione
Il copyright del film, richiesto dalla Selig Polyscope Co., fu registrato il 30 aprile 1917 con il numero LP10721.
Distribuito dalla K-E-S-E Service, il film uscì nelle sale cinematografiche statunitensi il 14 maggio 1917.

### Conservazione
Non si conoscono copie ancora esistenti della pellicola che viene considerata presumibilmente perduta.